# 공동유언
공동유언은 유언의 한 방식이다. 대한민국 민법은 인정하지 않는다. 합동유언이라고도 한다. 미국, 영국, 독일에서 인정되고 있다.

## 역사
중세시대에 유럽에서 관습법으로 인정되어 왔다. 이후에는 보통법으로 유럽에서 인정되었다. 그러나 현대에는 유럽의 대부분의 국가들은 공동유언을 금지한다. 독일 민법에는 합동유언이 있는데, 앞으로 이용이 매우 줄어들 것으로 전망되고 있다.
프랑스 민법과 일본 민법은 이를 금지하고, 독일 민법과 오스트리아 민법은 부부 간에 한정하여 이를 허용하고, 영국법 등은 아무런 인적제한 없이 허용한다. 한국은 일제시대의 의용 민법은 이를 금지하였지만, 현행 민법은 금지 규정이 삭제되었다. 삭제됨을 이유로 하여, 현행 민법은 공동유언을 금지하는 것은 아니라고 해석해야 한다는 민법 학자의 견해도 존재한다.
독일 민법의 합동유언은 유효한 혼인관계인 부부가 유언을 해야 하며, 유언의 방식은 자유롭게 선택할 수 있다. 부부 중 일방이 자필증서유언을 한 경우, 그 배우자는 자필 서명만 추가하면 합동유언으로 인정된다. 각자 따로 유언장을 작성한 경우, 합동유언인지 여부는 피상속인의 의사에 따른다. 혼인이 취소되거나 이혼하면 합동유언은 효력을 상실한다.

## 기능
공동유언은 주로 부부 사이에서 행해지며, 부부가 사후를 대비하여 그들의 재산관계를 공동으로 처분하는 데에 유용한 수단을 제공한다. 부부간의 공유관계를 정당하게 청산할 수 있는 기회를 제공해 주고, 배우자 일방의 유언에 의한 공유재산의 자의적 처분의 위험을 예방할 수 있다는 장점을 갖는다.
부부의 재산은 재산의 형성 기여도가 동일하여, 이혼을 할 경우 절반씩 나누어야 한다는 입법례도 있다. 그러나 보통 부부의 재산은 남편의 명의로 형성, 보유, 관리하는 것이 보통인데, 이럴 경우 남편이 늙어서 노망이 나거나, 부부싸움으로 화가 나거나, 불륜으로 새로운 애인이 생기거나 하여, 유언장에 전재산을 아내가 아닌 제3자에게 준다고 쓰고 죽으면, 평생 함께 고생하여 재산을 형성한 아내는 큰 생존의 문제가 생길 수 있다. 대부분 국가들의 민법은 부부간의 이러한 재산 분배를 이혼할 경우에만 나누어 주지, 이혼을 하지 않을 경우에는 따로 어떤 적절한 청산 제도가 없다. 이런 경우, 공동유언은 매우 효과적인 재산 청산의 수단이 될 수 있어서, 여권 신장에 큰 역할을 할 수 있다.

## 종류
- 형식적 공동유언
- 상호공동유언
- 상관적 공동유언